# آمی کوشیمیزو
آمی کوشیمیزو (انگلیسی: Ami Koshimizu; ۱۵ فوریهٔ ۱۹۸۶ – ) خواننده، صداپیشه، بازیگر، بازیگر خردسال، و بازیگر تئاتر اهل ژاپن بود. وی از سال ۲۰۰۳ میلادی تاکنون مشغول فعالیت بوده‌است.